# Конжухой
Конжахой (чечен. Кӏонжаха) — село в Итум-Калинском районе Чеченской Республики. Входит в состав Гухойского сельского поселения.

## География
Село расположено на левом берегу реки Аргун в 3 км к северу от районного центра Итум-Кали.
Ближайшие населённые пункты: на севере — Гухой, Мулкой, Саирой, на юге — Кокадой и Итум-Кали, на юго-западе — Шаккалой и Тусхарой.

## Население
Население в Конжахое на данный момент около 35-40 человек.
| 1990 | 2002 | 2010 |
| ---- | ---- | ---- |
| 99   | →99  | ↘0   |

## История
Село основано в XVIII веке. Основателем был человек из тайпа Чlинхо по имени Алакхи. Еще до прихода Алакхи, на землях Конжахоя жили другие чинхойцы, их называют Сайро, у которых есть свой аул недалеко от Конжахоя. Жившие в этой местности люди приняли тарикат «Кадирия» с течением Хаджи-мюридия от Кунта-Хаджи. В 1921 году в Чечню пришла Советская власть. Конжахойцы были тоже коллективизированы и отправлены в колхозы. До и после начала ВОВ в 1941 из Конжахоя в РККА были призвано 12 юношей, из которых вернулись только двое, погибло семеро, пропало без вести три. 23 февраля 1944 года конжахойцы как и все чеченцы были выселены в Казахскую ССР, а именно в город Усть-Каменогорск. Вернулись конжахойцы двумя группами: первая группа в 1957, а вторая группа в 1959 году. Конжахой вошёл в состав Ушкалоевского сельского совета Советского района ЧИАССР. Чеченцам было запрещено возвращаться в свои исконные районы: Галанчожский, Шатойский и Итум-Калинский. В 1986 году Конжахой вошел в состав Гухойского сельского совета Советского района ЧИАССР.

## Топонимия
КIонж-йист (дословно край Конжахоя) — место на севере Конжахоя с границей Гухоя
КIонжхойн Эрк (дословно «река Конжахойцев») — маленькая река которая протекает по Конжахою
КIонжхойн Хьун, Хьовхьа (дословно «лес Конжахойцев») — лес на окраине села Конжахой
Бийра — небольшой холм на востоке Конжахоя
Берд-КIел (дословно «под скалой») — скальный рельеф рядом с КIонж-Йист
Агане — маленькая равнинная местность в Конжахое
Туьт-Мерк (дословно «родина Туьта», по легенде, Туьта — это грузин, пришедший на земли современного Конжахоя и осевший там) — центр Конжахоя

## Известные личности
Умаев Якуб (1923—2016) — ветеран Великой Отечественной войны. Был призван 21 мая 1941 года (за один месяц до начала ВОВ) в 380-й запасный стрелковый полк входил в состав 42-й запасной стрелковой бригады. comanda1941.ru. Дата обращения: 28 ноября 2024. РККА. Воевал на Украине, Орле и Ленинградском фронте с 1941 по 1942 годы. 6 июня 1942 года был демобилизован по ранению в ЧИАССР. Был награжден Орденом Отечественной войны I степени и другими наградами, после возвращения из ссылки жил в Конжахое, а потом и в посёлке Гикало. Умер в 2016 году, похоронен в Конжахое.
Элиханов Джамлайл — бывший глава администрации посёлка Гикало в 2000—2001 годах. Погиб в результате нападения боевиков 31 мая 2001 года. В честь него переименован поселок имени Джамлайла Элиханова в Грозном